# Вибраслап
Вибраслап е музикален перкусионен инструмент от групата на фрикционните идиофони.
Състои се от Г-образна дръжка с дървено топче от единия край и дървен сплеснат конус на другия.
Звукоизвличането става, като се удари дървеното топче и посредством получените трептения се раздвижат металните зъбци, разположени в дървения конус.
Звукът на този инструмент напомня тракане на челюсти, подобно на използваните в миналото за звукови ефекти „магарешки челюсти“, но има по-бърз и релефен звук.